# Louis Poinsinet de Sivry
Pour les articles homonymes, voir Sivry et Poinsinet.
Louis Poinsinet de Sivry dit « l'Aîné » est un linguiste, philologue, littérateur et dramaturge français né le 20 février 1733 à Versailles et mort le 11 mars 1804 à Paris. 
Membre de la Société royale des sciences et belles-lettres de Lorraine, il est cousin du dramaturge Antoine-Alexandre-Henri Poinsinet (1735-1769), célèbre pour diverses mystifications où il fut tourné en ridicule.  

## Biographie
Louis Poinsinet de Sivry naît à Versailles le 20 février 1733 de Pierre Poinsinet, intendant des menus et argenterie du duc d'Orléans, et Victoire-Magdeleine Chapart. Il fait ses études au pensionnat de Picpus puis au collège de la Marche.
Il fait paraître son premier ouvrage, un recueil de poésies érotiques intitulé Les Égléides en 1754, à dix-huit ans, puis en 1758 des traductions d'auteurs grecs tels qu'Anacréon, Sapho, Moschos, Tyrthée… Il a également traduit l'Histoire naturelle de Pline l'Ancien et est l'auteur de plusieurs tragédies — Briseis ou la Colère d'Achille (1759), Ajax (1760) et Caton d'Utique (1789) — ainsi que d'une comédie, Les Philosophes de bois (1760) sous le pseudonyme de Cadet de Beaupré.
Mais il est surtout connu pour son Traité des causes physiques et morales du rire relativement à l'art de l'exciter (Amsterdam, 1768) dans lequel il met en scène, inspiré des classiques, de René Descartes et d'Thomas Hobbes, un trilogue entre Destouches (dramaturge), Fontenelle et Montesquieu ; chacun défendant sa conception du rire : « pour Destouches, le rire provient de la joie raisonnée ; pour Fontenelle, c'est folie pure et pour Montesquieu (qui a le mot de la fin), le rire n'est qu'une réaction d'orgueil et de cruauté »
Dans la satire anonyme La Berlue (1759),  cet opposant aux « Philosophes » présente ses observations et critiques de la société contemporaine. Une deuxième édition en 1760 développe le titre : La Berlue ou Nouvelles découvertes sur l'optique. Une traduction allemande de Johann Philipp Schulin (1733-1800) parait à Bayreuth en 1767.
Dans son Origine des premières sociétés, des peuples, des sciences, des arts et des idiomes anciens et modernes, il prétend que toutes les langues parlées depuis la fin du Déluge proviennent d'une mystérieuse langue celtique ancienne, monosyllabique, y compris l'hébreu, « un des plus anciens dialectes celtiques ». Selon lui, le celte fut jadis universellement parlé. Il multiplie dans son ouvrage les étymologies les plus hasardeuses. Il a l'idée de comparer les noms de nombre en « siamois » (thaï) à ceux d'autres langues, mais sans en tirer une méthode éclairante. De même, il recourt aux toponymes et noms de peuple d'une manière assez fantaisiste. Il était toutefois d'une grande érudition et avait lu beaucoup d'auteurs grecs et latins de l'Antiquité. Sa vision d'une humanité primitive, « urienne », sortant d'immenses forêts et vivant essentiellement de cueillette n'est pas si fausse. L'auteur imagine aussi des conquérants incendiaires d'Europe occidentale se répandant dans le monde entier.

## Écrits

### Théâtre
- Anacréon, Sapho, Moschus, Bion, Tyrthée, etc. traduits en vers français, Pierre Antoine, Nancy, 1758.
- Briseis ou la Colère d'Achille, tragédie, 1759.
- Ajax, tragédie, 1760.
- Les Philosophes de bois, comédie en un acte, en vers, Ballard, Paris, 1760.
- L'Appel au petit nombre ou le Procès de la multitude, slnd [1762].
- L'Aveuglement, traduit du français par JPS [i.e. Johann Philipp Schulin (1733-1800)], Bayreuth, Johann Andreas Lübeck, 1767.
- Théâtre et œuvres diverses de M. de Sivry, de la Société royale des sciences et belles-lettres de Lorraine, Londres [Paris, Panckoucke], 1764.
  - Contient Briseis ou la Colère d'Achille, L'Appel au petit nombre, Ajax, Aglaé, Anacreon, Poesies de Sapho de Mytilene, Bion, Musk, La Vie de Tyrthee, extraits de l'anthologie, Lettre sur Anacreon, Discours de réception, prononcé à l'Académie…).
- Les Muses grecques, ou traduction en vers françois de Plutus, comédie d'Aristophane, suivie de la troisième édition d’'Anacreon, Sapho, Moschus, Bion, Tyrthee ; de morceaux choisis de l’Anthologie, pareillement traduits en vers françois (avec une lettre sur la traduction des poètes grecs), imprimerie Ducale, Zweibrücken ; rééd. Lacombe, Paris, 1771.
- Caton d'Utique, tragédie, 1789.

### Traductions
- Histoire naturelle de Pline traduite en françois avec le texte latin rétabli d'après les meilleures leçons manuscrites accompagnée de notes critiques pour l'éclaircissement du texte et d'observations sur les connaissances des anciens comparées avec les découvertes des modernes, Paris, veuve Desaint, 1771-1782, 12 vol.

### Divers
- Les Égléides, Paris, 1754
- La Berlue ou Nouvelles découvertes sur l'optique, Londres [Paris], à l'enseigne du Lynx, 1759.
- Traité des causes physiques et morales du rire relativement à l'art de l'exciter, Amsterdam, 1768.
- Origine des premières sociétés, des peuples, des sciences, des arts et des idiomes anciens et modernes, Paris, Jobert. Réimprimé en 1769.
- Nouvelles recherches sur la science des médailles, inscriptions, et hiéroglyphes antiques, Maestricht, Dufour et Roux, 1778.